# Günther Ullerich
Günther Ullerich   (Berlín, 30 d'abril de 1928 - Colònia, 28 de novembre de 2007) fou un jugador d'hoquei sobre herba alemany que va competir durant les dècades de 1950 i 1960.
El 1952 va prendre part en els Jocs Olímpics d'Estiu de Hèlsinki, on fou cinquè en la competició d'hoquei sobre herba. Quatre anys més tard, als Jocs de Melbourne, guanyà la medalla de bronze en la mateixa competició. La tercera i darrera participació en uns Jocs fou el 1960, a Roma, on fou setè.
Entre 1951 i 1961 va disputar 58 partits internacionals. El 1954 va formar part de l'equip alemany que guanyà el Campionat d'Europa no oficial. A nivell de clubs jugà al Rot-Weiss Köln.